# 望绛墓地
望绛墓地，位于山西省临汾市曲沃县史村镇望绛村，是中华人民共和国山西省文物保护单位之一。
2004年6月10日，授予山西省文物保护单位，是一座古墓葬。